# Lérina

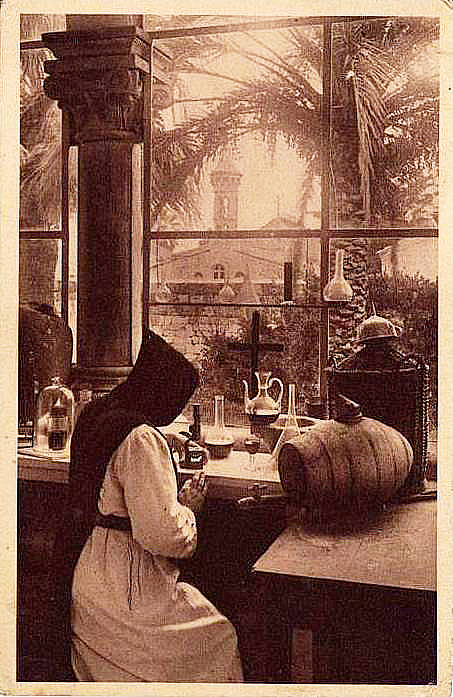
Laboratoire de la distillerie de l'abbaye en 1937

La lérina est une liqueur faite à base d'herbes, d'épices ou de fruits macérés dans de l'alcool. 

## Historique
Comme beaucoup de monastères à la fin du XIXe siècle, la communauté monastique de l'abbaye de Lérins a créé une distillerie. Fermée en 1903 pour éviter les expulsions, au moment de la séparation des Églises et de l'État en 1905, elle fonctionnera de nouveau peu avant la Seconde Guerre mondiale. Elle existe encore aujourd'hui, équipée d'un magnifique alambic de 1948, piloté par le frère Giancardo, maître liquoriste, produisant des liqueurs réputées.

## Gamme
- lérina verte aux arômes floraux intenses avec des notes de menthe, de verveine et d'anis[3] ;
- lérina jaune plus empreinte de fleurs sauvages et d'écorce d'agrumes ;
- liqueur mandarine ;
- lérincello, aux arômes citronés et au nez subtil, fort prisée des Italiens
- marc de Lérins.